# شکارچی درختی نوک‌تیز
شکارچی درختی نوک‌تیز (نام علمی: Heliobletus contaminatus)، که گاهی به نام درفش‌نوک نوک‌تیز نامیده می‌شود، گونه‌ای از پرندگان در زیرتیرهٔ Furnariinae از تیرهٔ تنورمرغان (Furnariidae) است. در آرژانتین، برزیل، پاراگوئه و اروگوئه یافت می‌شود.